# Dotace na fosilní paliva

Dotace na fosilní paliva na obyvatele, 2019. Dotace na fosilní paliva před zdaněním na obyvatele jsou měřeny ve stálých amerických dolarech.

Podíl dotací na fosilní paliva na HDP, 2019. Dotace na fosilní paliva před zdaněním jsou uvedeny jako podíl na celkovém hrubém domácím produktu.

Dotace na fosilní paliva jsou energetické dotace na fosilní paliva. Může jít o daňové úlevy na spotřebu, jako je nižší daň z prodeje zemního plynu pro vytápění domácností, nebo o dotace na těžbu, jako jsou daňové úlevy na průzkum ložisek ropy. Nebo se může jednat o bezplatné nebo levné negativní externality; například znečištění ovzduší nebo změny klimatu způsobené spalováním benzínu, nafty a leteckého paliva. Některé dotace na fosilní paliva jsou prostřednictvím výroby elektřiny, například dotace pro uhelné elektrárny.
Odstranění dotací na fosilní paliva by snížilo zdravotní rizika spojená se znečištěním ovzduší a výrazně by snížilo globální emise uhlíku, čímž by pomohlo omezit změnu klimatu. Od roku 2021 výzkumníci v oblasti politiky odhadují, že na dotace na fosilní paliva se vynakládá podstatně více peněz než na dotace do zemědělství, které jsou škodlivé pro životní prostředí, nebo na dotace do vodohospodářství, které jsou škodlivé pro životní prostředí.
Mezinárodní energetická agentura uvádí, že „vysoké ceny fosilních paliv nejvíce dopadají na chudé, ale dotace jsou zřídkakdy dobře cílené, aby chránily zranitelné skupiny, a mají tendenci přinášet prospěch lépe situovaným vrstvám obyvatelstva“.
Přestože se země G20 zavázaly postupně ukončit neefektivní dotace fosilních paliv, od roku 2023 pokračují kvůli poptávce voličů nebo kvůli energetické bezpečnosti. Celosvětové dotace spotřeby fosilních paliv v roce 2022 se odhadují na jeden bilion dolarů; ačkoli se každý rok liší v závislosti na cenách ropy, trvale se pohybují ve stovkách miliard dolarů.

## Definice
Dotace na fosilní paliva jsou popsány jako „jakákoli administrativní opatření, která snižují náklady na výrobu energie z fosilních paliv, zvyšují cenu, kterou dostávají výrobci energie, nebo snižují cenu, kterou platí spotřebitelé energie“. Při zahrnutí negativních externalit, jako jsou náklady na zdraví, je tedy jejich celková výše mnohem vyšší než podle definice OECD a Mezinárodní energetické agentury (IEA).
V závislosti na podílu výroby fosilních paliv mohou být zohledněny i dotace na elektřinu a teplo. Někdy dochází ke sporům o to, jakou definici použít: například vláda Spojeného království v roce 2021 uvedla, že používá definici IEA a fosilní paliva nedotuje, ale jiní v témže roce uvedli, že podle definice OECD ano.

## Odhady výše dotací
Dotace lze odhadnout sečtením přímých vládních dotací, porovnáním cen v dané zemi s cenami na světovém trhu a v některých případech je snaha zahrnout i náklady na poškození lidského zdraví a klimatu. Mezinárodní energetická agentura odhaduje dotace na spotřebu v roce 2022 na 1 bilion dolarů, což je více než kdykoli předtím.
MMF však odhaduje celkové dotace v roce 2020 na 5,9 bilionu dolarů, tj. 6,8 % HDP: tato částka je mnohem vyšší, protože více než 90 % z ní tvoří podhodnocené náklady na životní prostředí a ušlé daně ze spotřeby (implicitní dotace). Nastavení cen fosilních paliv, které by odrážely jejich skutečné náklady, by podle IPCC v roce 2023 snížilo celosvětové emise CO2 o 10 % do roku 2030. Bohužel, vlády na celém světě podle MMF kvůli vysokým cenám energie zvýšily své dotace v roce 2022 na 7 bilionů dolarů.
Mezinárodní institut pro udržitelný rozvoj tvrdí, že země G7 by měly každoročně odhalovat své dotace v rámci podcíle 12.1 (dotace fosilních paliv) Cílů udržitelného rozvoje (SDG).

## Účinky
Dotace na spotřebu snižují cenu energie pro konečné spotřebitele, například cenu benzínu pro řidiče automobilů v Íránu. To může přinést hlasy ve volbách a někteří lidé ve vládě tvrdí, že to pomáhá chudším občanům.
Mezi ekonomy panuje shoda, že absolutní prospěch z dotací na fosilní paliva mají především bohatí,[ například nejchudší lidé obvykle nevlastní auta. Odstranění dotací však může chudé lidi zasáhnout prostřednictvím nepřímého zvýšení cen, například cen potravin, takže v poměru k jejich celkovým příjmům získají velký prospěch. Výrobci, například ropné společnosti, tvrdí, že zvýšení daní pro ně by způsobilo nezaměstnanost a snížilo energetickou bezpečnost země.

### Dopady na zdraví
Odhaduje se, že dotace způsobují každoročně stovky tisíc úmrtí v důsledku znečištění ovzduší.

### Ekonomické dopady
Dotace na fosilní paliva představují zápornou cenu uhlíku a spotřebovávají státní peníze, které by mohly být vynaloženy na jiné věci. Mezinárodní měnový fond tvrdí, že podporou nadměrné spotřeby energie mohou učinit země zranitelnějšími vůči výkyvům mezinárodních cen energie. Některé vlády však tvrdí, že dotace jsou nezbytné, aby občany před těmito výkyvy ochránily. Podle Mezinárodní energetické agentury (IEA) by postupné zrušení dotací na fosilní paliva prospělo energetickým trhům, zmírnění změny klimatu a státním rozpočtům.

### Dopady na životní prostředí
Dotace mají vliv na životní prostředí a jejich odstranění by ušetřilo uhlíkový rozpočet a pomohlo omezit změnu klimatu.

## Útlum fosilních dotací
Mnozí ekonomové doporučují nahradit dotace na spotřebu přímými platbami určenými chudým lidem nebo domácnostem Nejlepší způsob využití ušetřených peněz bude pravděpodobně vyžadovat studie pro jednotlivé země, nicméně postupné vyřazování je politicky obtížné.

## Historie
Daňové úlevy na těžbu ropy a zemního plynu existují přinejmenším od počátku 20. století.

## Dotace podle druhu paliva

### Uhlí
Dotace na uhlí se v roce 2020 odhadují na 1,7 miliardy dolarů.

### Ropa
Dotace na ropu v roce 2020 byly odhadnuty na 90 miliard dolarů.

### Plyn
Dotace na plyn se v roce 2020 odhadují na 37 miliard dolarů[.

### Související stránky
- Postupné vyřazování vozidel na fosilní paliva